# San Andrés Huayapam
San Andrés Huayapam est une municipalité de l'État de Oaxaca, au Mexique. Elle est étroitement associée à l'élaboration d'une boisson traditionnelle appelée tejate.

## Étymologie
San Andrés rend hommage à l'apôtre André. La deuxième partie du nom, Huayapam, vient du nahuatl et se compose de hueyalt, la mer, et du suffixe pan : sur. Huayapam se traduit donc en « sur la mer ».

## Population
La population de San Andrés Huayapam s'élève à 6 279 habitants en 2020, une augmentation de 28,7% par rapport au précédent recensement de 2010 (4 879 habitants).

## Culture
San Andrés Huayapam est célèbre dans l'État de Oaxaca pour être le lieu d'origine du tejate, une boisson préhispanique emblématique de la culture de l'État, confectionnée à partir de flor de cacao (ou rosita de cacao) cueillie sur les arbres Quararibea funebris qui poussent sur le territoire de la municipalité. Chaque année, entre la fin du mois de mars et le début du mois d'avril, est célébrée la Feria del tejate qui attire des centaines de visiteurs.
L'église de San Andrés Huayapam date du XVIe siècle. Chaque 30 novembre, la municipalité célèbre la Saint-André avec des messes, des processions, des calendas et des danses.

## Municipalités limitrophes
| San Pablo Etla   | Nuevo Zoquiápam      | Santa Catarina Ixtepeji |
| Oaxaca de Juárez | San Andrés Huayapam  | Tlalixtac de Cabrera    |
| Oaxaca de Juárez | San Agustín Yatareni | Tlalixtac de Cabrera    |